# AAE-1
Asia-Africa-Europa 1 (AAE-1) è un sistema di cavi di comunicazione sottomarino lungo 25000 km che va dal sud-est asiatico all'Europa attraverso l'Egitto, collegando Hong Kong, Vietnam, Cambogia, Malaysia, Singapore, Thailandia, Myanmar, India, Pakistan, Oman, Emirati Arabi Uniti, Qatar, Yemen, Gibuti, Arabia Saudita, Egitto, Grecia, Italia e Francia. Il cavo AAE-1 ha una capacità di almeno 40 Terabit al secondo (Tbit/s) per rifornire il mercato della banda larga in Asia, Africa ed Europa. Nel luglio 2017 è stato lanciato per i servizi commerciali ed è il sistema di cavi sottomarini più lungo in oltre un decennio.

## Organizzazione e proprietari
China Unicom ha avviato il progetto del cavo AAE-1 nel 2011, con il supporto e la partnership di Telecom Egypt. Il consorzio AAE-1, che ha ottenuto il contratto di costruzione e manutenzione nel 2014, è composto da oltre 17 vettori, tra cui British Telecom, China Unicom, Djibouti Telecom, Etisalat, Global Transit, HyalRoute, Jio, Metfone, Mobily, Omantel, Ooredoo, Oteglobe, PCCW Global, PTCL, Retelit, Telecom Egypt, TeleYemen, TOT, VNPT e Viettel.